# Бесіди (Україна)

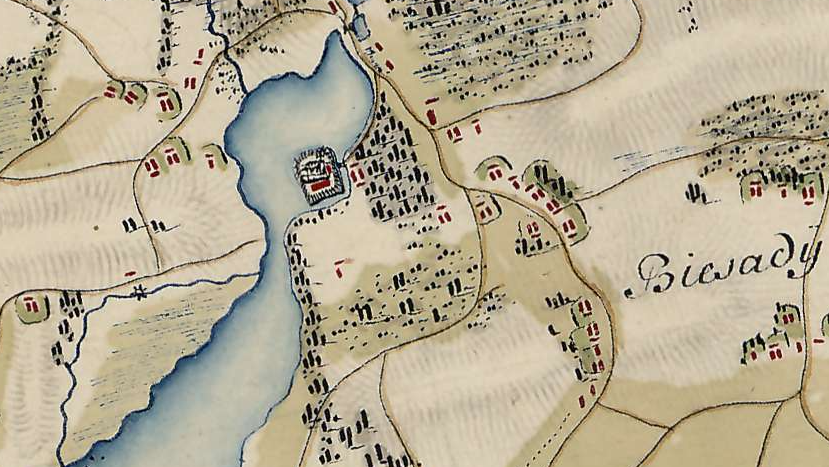
Бесідівський(Васильянський) монастир на мапі фон Міга 1780-ті роки

Бесі́ди —  село в Україні, у Жовківській міській громаді Львівського району Львівської області

## Історія
Село виникло поблизу монастиря заснованого перед 1661 р. на березі річки Білої. За даними Антонія Петрушевича, монастир в селі Бесіди заснований в 1672 році. Монастир проіснував до 1787 року. Зараз на його місці стоїть дерев'яна церква Успіння Пресвятої Богородиці [Архівовано 29 січня 2020 у Wayback Machine.], збудована в 1835 році, оточена земляним валом та ровом. За легендою вал колись насипали полонені татари. Також існує легенда про дуб, який посадив Богдан Хмельницький.
«Географічний словник Королівства Польського та інших земель слов'янських» так описує село Бесіди:
|  | Бесіди (пол. Biesiady) — село, Жовківського повіту, за 2 милі на північ від Жовкви, у низинному положенні серед пісків, у лісистій і мочаристій місцевості. Більша власність займає простору орної ріллі 52, лугів і городів 70, пасовищ 11, лісу 23 морги; власність менша: орної ріллі 81, лугів і городів 99, пасовищ 72 морги. Населення в 1880 році становило греко-католиків 152, ізраелітів 11: разом 163. Належалить до греко-католицької парафії в Любелі. Власником більшої власності є монастир оо. Василіан в Жовкві. |

12 червня 2020 року, відповідно до розпорядження Кабінету Міністрів України № 718-р «Про визначення адміністративних центрів та затвердження територій територіальних громад Львівської області», село увійшло до складу Жовківської міської громади.
19 липня 2020 року, в результаті адміністративно-територіальної реформи та ліквідації Жовківського району, село увійшло до складу новоствореного Львівського району.

## Церква
- Дерев'яна церква Успіння Пресвятої Богородиці (ПЦУ), (УГКЦ) збудована у 1835 р. Внесена до реєстру пам'яток архітектури Жовківського району за охоронним номером 445/1. Належить до Жовківсько-Камя'нко-Бузького деканату, Львівської єпархії УАПЦ та Сокальсько-Жовківська єпархія УГКЦ.

## Відомі люди
- Грицина Михайло — повітовий провідник ОУН Томашівського повіту, інспектор штабу Воєнної округи УПА «Буг» УПА-Захід, командир 11-го (Золочівського) Тактичного відтинку «Пліснисько». Загинув у селі в бою з більшовиками.